# Franz Kaspar von Stadion
Pour les articles homonymes, voir Stadion.
Franz Kaspar von Stadion (né le 16 janvier 1637, mort le 13 février 1704) est prince-évêque de Lavant de 1673 à sa mort.

## Famille
Il vient de la lignée alsacienne de la maison souabe de Stadion (de). Il est le fils de Johann Christoph von Stadion (1610-1666), bailli de l'évêché de Wurtzbourg à Trimberg, et de son épouse Maria Magdalena von Ostein. L'oncle par son père Jean Gaspard de Stadion (1567-1641) fut le 45e Grand maître de l'ordre teutonique. La mère est la nièce du prince-évêque de Bâle Jean Henri d'Ostein (1579-1646) et la cousine du prévôt de la cathédrale de Wurtzbourg Franz Ludwig Faust von Stromberg (1605-1673).
Le frère de Franz Kaspar, Georg Heinrich von Stadion (1640-1716), occupe le poste de doyen de la cathédrale de Wurtzbourg et possède une grande épitaphe dans la cathédrale Saint-Kilian ; les frères Christoph Rudolf von Stadion (1638-1700) et Johann Philipp von Stadion (1652-1741) vivent à Mayence ; le premier comme doyen de la cathédrale et président de chambre. Johann Philipp von Stadion est Oberhofmeister de l'électorat de Mayence et est mariée à Maria Anna von Schönborn-Buchheim, fille du ministre de Mayence Melchior Friedrich von Schönborn-Buchheim et sœur des évêques ultérieurs Johann Philipp Franz von Schönborn (Wurtzbourg), Frédéric-Charles de Schönborn-Buchheim (Wurtzbourg et Bamberg), François-Georges de Schönborn (Trèves et Worms) et Damien de Schönborn-Buchheim (Spire et Constance). Leopold Wilhelm von Stadion, un autre frère, avait épousé Anna Ursula Greiffenclau zu Vollrads, sœur du prince-évêque de Wurtzbourg Johann Philipp von Greiffenclau zu Vollraths (1652-1719).

## Biographie
Franz Kaspar von Stadion entre dans le clergé et devient chapitre de la cathédrale dans les diocèses de Bamberg et de Wurtzbourg, et plus tard également à Salzbourg. En outre, de 1663 jusqu'à son entrée en fonction comme évêque, il représente les évêchés de Wurtzbourg, Worms et Spire en tant qu'envoyé auprès de la Diète perpétuelle d'Empire à Ratisbonne, dont il est également directeur de 1666 à 1672. En 1667-1668, il séjourne à Rome pour le compte de l'archevêque Jean-Philippe de Schönborn.
L'archevêque de Salzbourg Maximilian Gandolph von Künburg nomme le chanoine comme évêque de Lavant le 21 octobre 1673 ; la confirmation papale a lieu le 31 mars 1674. À cette époque, l'évêché de Lavant se trouve encore à Sankt Andrä et installé dans la cathédrale Saint-André.
En 1679, Stadion acquiert le château de Thürn pour en faire son fief. Son prédécesseur Albert von Priamis construisit en 1647 une chapelle de Lorette, qui attire de nombreux pèlerins avec son image miraculeuse. Franz Kaspar von Stadion décide de faire construire une puissante église baroque comme lieu de pèlerinage. L'évêque Stadion y est ensuite enterré en 1719 et y reçoit un monument funéraire après avoir été initialement enterré dans la cathédrale. Les frais de transfert sont  supportés par son frère Johann Philipp.
L'évêque et ses frères furent nommés barons du Saint-Empire en 1686.